# Індіанські кургани Ботл-Крік
Індіанські кургани Боттл-Крік (1BA2) — археологічний об'єкт, що належить і контролюється Історичною комісією Алабами, розташований на низькому болотистому острові в дельті річки Мобіл-Тенсо на північ від Мобілу, штат Алабама, США. Він був зайнятий народами Пенсакольської культури, регіонального варіанту міссісіпської культури, і є найбільшим місцем міссісіпської культури на центральному узбережжі Мексиканської затоки. Це важливо для розуміння історії та культури дельти Мобіл-Тенсо в пізні доісторичні часи, і 10 березня 1995 року вона була визначена національною історичною пам'яткою, що робить її однією з двох таких місць в Алабамі (поряд із Маундвільським археологічним парком).

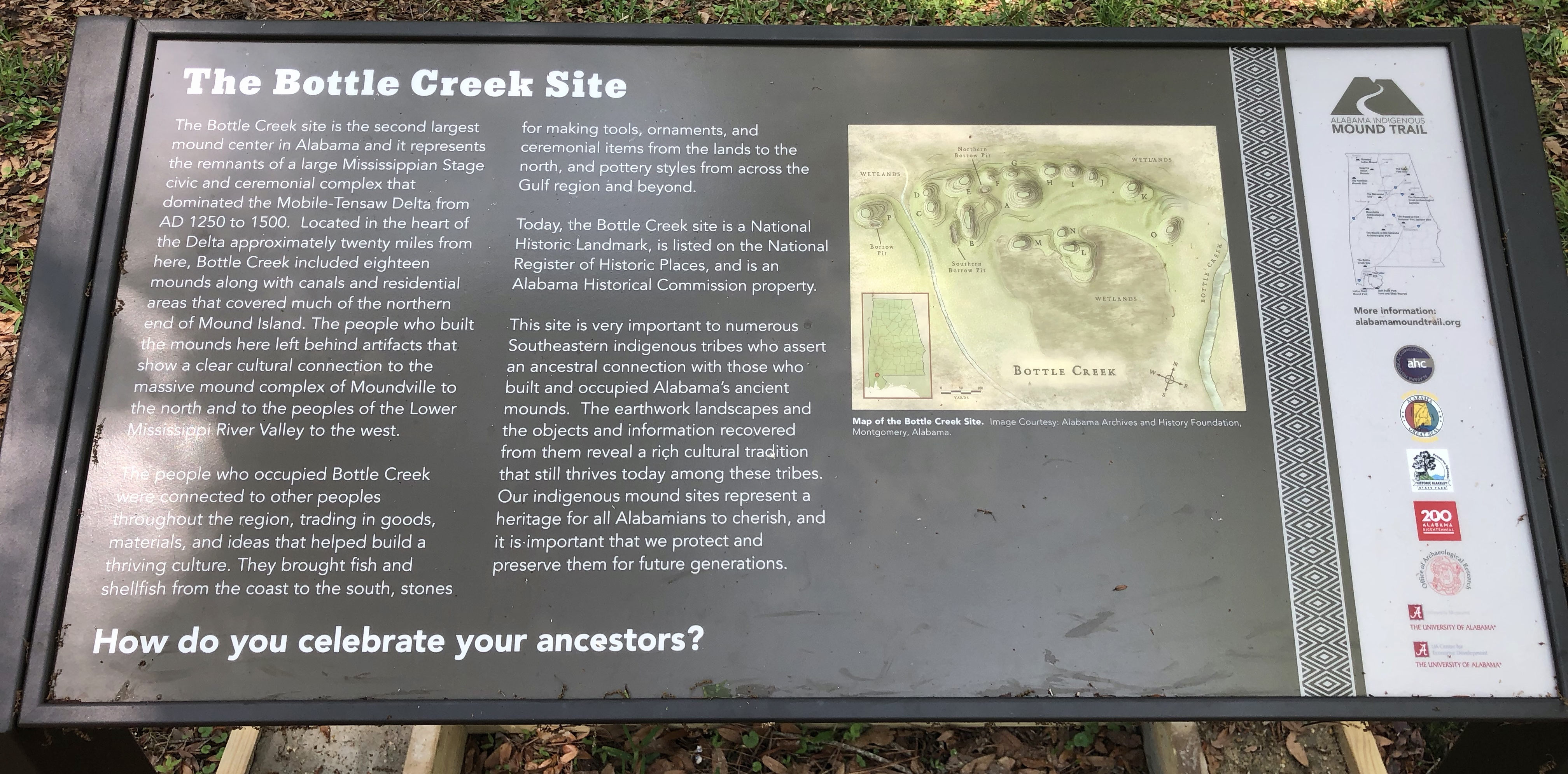
Інформаційна дошка Боттл-Крік у парку штату Блейклі

## Історія
Це місце було зайнято між 1250 і 1550 роками та слугувало центром взаємодії з іншими культурними районами Міссісіпі вздовж узбережжя та внутрішньої частини південно-східної частини Сполучених Штатів. Він розташований на острові Маунд у дельті річки Мобіл-Тенсо, на північ від сучасного Мобілу, і включає 18 платформних курганів, найвищий з яких приблизно 45 футів (14 м) заввишки. П'ять із цих вісімнадцяти курганів розташовані навколо центральної площі. Це було найбільше вождівство Міссісіпі на північно-центральному узбережжі Мексиканської затоки. До них важко дійти пішки; однак до них можна було легко дістатися на каное, що є основним видом транспорту для людей у регіоні. Вони розташовані біля місця злиття річок Томбігбі та Алабама. Потоки перетворюються на лабіринт гілок і заплав у голові затоки Мобіл. Місце було церемоніальним центром для людей Пенсаколи, а також соціальним, політичним, релігійним і торговим центром для регіону дельта Мобіл та центрального узбережжя Мексиканської затоки.

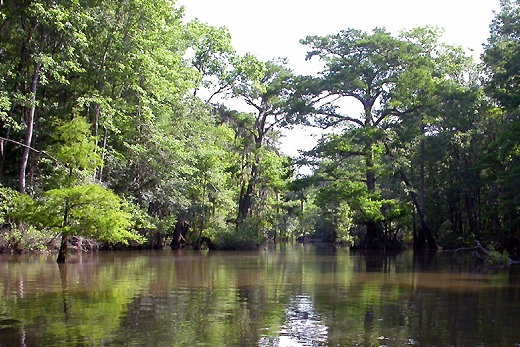
Підхід до острова Маунд, ділянка ліворуч.

Місце Боттл-Крік вперше нанесли на карту в 1880-х роках, але його розташування в центрі дельти, повністю оточене болотом і приховане величезними кипарисами, робило його недоступним. Це захистило його від більшості пограбувань, які траплялися в подібних місцях на південному сході. Це був церемоніальний центр для людей Пенсаколи та слугував воротами до їхнього суспільства, попри його, здавалося б, віддалене розташування. Уперше його професійно дослідили в 1932 році, коли Девід Л. Дежарнетт з Музею природної історії Алабами розпочав там свою роботу, щоб визначити, чи мав цей об'єкт культурний зв'язок із Маундвілем, з'єднаним на північ річковою системою. Він був внесений до Національного реєстру історичних місць у 1974 році.

## Доступ
Через віддалене розташування місце доступне лише для відвідувачів під час екскурсій на водних суднах, які відправляються зі Стоктона, штат Алабама. Екскурсії відправляються щодня і займають близько 4 годин на човні та 6–8 годин на каное чи байдарках. Поїздки складаються з поїздки на острів Маунд і з нього, а також розповідей про культуру міссісіпських народів, які жили в Боттл-Крік, включаючи їхній спорт, їжу, культуру та відвідування вершини найбільшого кургану.